# Pharmazeutische Universität Gifu

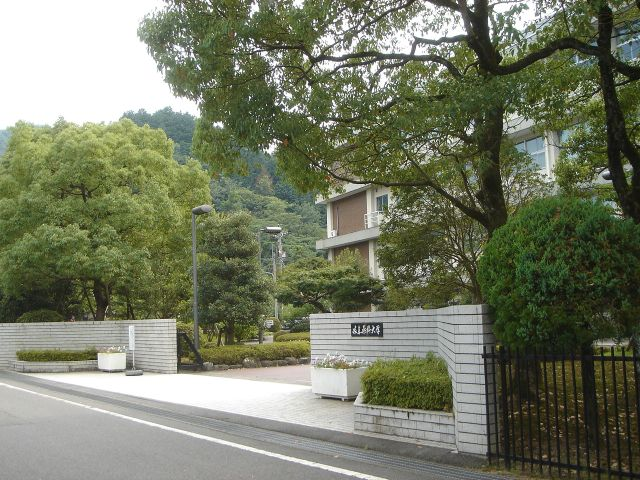
Mitahora-Campus

Die Pharmazeutische Universität Gifu (jap. 岐阜薬科大学, Gifu yakka daigaku; engl. Gifu Pharmaceutical University, kurz: GPU) ist eine städtische Universität in Japan. Seit April 2010 liegt die Universitätsverwaltung auf dem Campus der Medizinfakultät der staatlichen Universität Gifu (Daigaku-nishi, Gifu in der Präfektur Gifu).

## Geschichte
Gegründet wurde die Universität 1932 als Pharmazeutische Fachschule Gifu (岐阜薬学専門学校, Gifu yakugaku semmon gakkō). Sie war die erste der städtischen pharmazeutischen Fachhochschulen Japans. Die Fachhochschule entwickelte sich 1949 zur Universität. Seit 1953 gibt es Masterstudiengänge, seit 1965 „Doktorkurse“. Im gleichen Jahr zog sie in den heutigen Mitahora-Campus um. 1998 gründete sie die angegliederte Apotheke.
In den letzten Jahren arbeitet die Universität mit der staatlichen Universität Gifu zusammen. 2007 gründeten sie die gemeinsame Doktorkurse (United Graduate School of Drug Discovery and Medical Information Sciences, Gifu University). Im Oktober 2009 wurde ein neues Schulgebäude der Pharmazeutischen Universität auf dem Campus der Medizinfakultät der Uni Gifu eröffnet, und die Universitätsverwaltung zog 2010 in das neue Gebäude um.

## Fakultäten
Die Universität besteht aus einer Fakultät – Fakultät für Pharmazie.
- Abteilung für Pharmazie (jap. 薬学科, engl. Department of Pharmacy)
- 6-jähriger Bachelorstudiengang zur Apothekerausbildung
- Abteilung für Pharmazeutische Wissenschaften (jap. 薬科学科, engl. Department of Pharmaceutical Sciences)
- 4-jähriger Bachelorstudiengang

Studenten an den 1.–3. Jahrgangsstufen besuchen den Mitahora-Campus (35° 28′ 37,2″ N, 136° 47′ 27,1″ O). Studenten an den 4.–6. Jahrgangsstufen, Masterstudiengängen und Doktorkursen besuchen den Hauptcampus (auf dem Campus der Medizinfakultät der Uni Gifu).